# Scarabaeus galenus
Scarabaeus galenus е вид бръмбар от семейство Листороги бръмбари (Scarabaeidae). Видът не е застрашен от изчезване.

## Разпространение
Разпространен е в Ботсвана, Замбия, Зимбабве, Мозамбик, Намибия, Танзания и Южна Африка.